# Saharna Nouă
Saharna Nouă es una comuna perteneciente al distrito de Rezina, Moldavia.

## Superficie
Cuenta con una superficie de 46,10 kilómetros cuadrados.

## Demografía
Hasta 2023 la población era de 1058 habitantes, con una densidad de población de 22,95 habitantes por kilómetro cuadrado.
| Gráfica de evolución demográfica de Saharna Nouă entre 2018 y 2023 |
|                                                                    |
| Datos según Population statistics of Eastern Europe & former USSR. |